# آنتونلا براگالیا
آنتونلا براگالیا (ایتالیایی: Antonella Bragaglia؛ زادهٔ ۴ فوریهٔ ۱۹۷۳) بازیکن والیبال زن اهل ایتالیا بود. وی در بازی‌های المپیک تابستانی ۱۹۸۰ شرکت کرده‌است.